# Aleks Pihler
Aleks Pihler (ur. 15 stycznia 1994 w Ptuju) – słoweński piłkarz grający na pozycji pomocnika.

## Kariera klubowa
Treningi piłki nożnej rozpoczął w NK Maribor, którego zawodnikiem był w latach 2003–2012. W lipcu 2012 podpisał trzyletni kontrakt z NK Domžale. Latem 2014 został wypożyczony do Triglava Kranj. Latem 2015 przeszedł do NK Zavrč. W czerwcu 2016 podpisał trzyletni kontrakt z NK Maribor. Podczas swojego drugiego pobytu w macierzystym klubie zdobył trzykrotnie mistrzostwo Słowenii.
W czerwcu 2024 podpisał kontrakt z mistrzem Bośni i Hercegowiny, klubem Borac Banja Luka. Rozegrał w nim 15 spotkań we wszystkich rozgrywkach. 10 stycznia 2025 klub ogłosił rozwiązanie kontraktu z zawodnikiem za porozumieniem stron. 

## Kariera reprezentacyjna
Młodzieżowy reprezentant Słowenii w kadrach od U-16 do U-21. W dorosłej reprezentacji zadebiutował 14 listopada 2016 w zremisowanym 1:1 meczu z Polską. Był to jak dotychczas jedyny występ Pihlera w głównej reprezentacji Słowenii.

## Sukcesy

### NK Maribor
- Mistrzostwo Słowenii
  - mistrz (3): 2016/2017, 2018/2019, 2021/2022